# Atmósfera de Urano

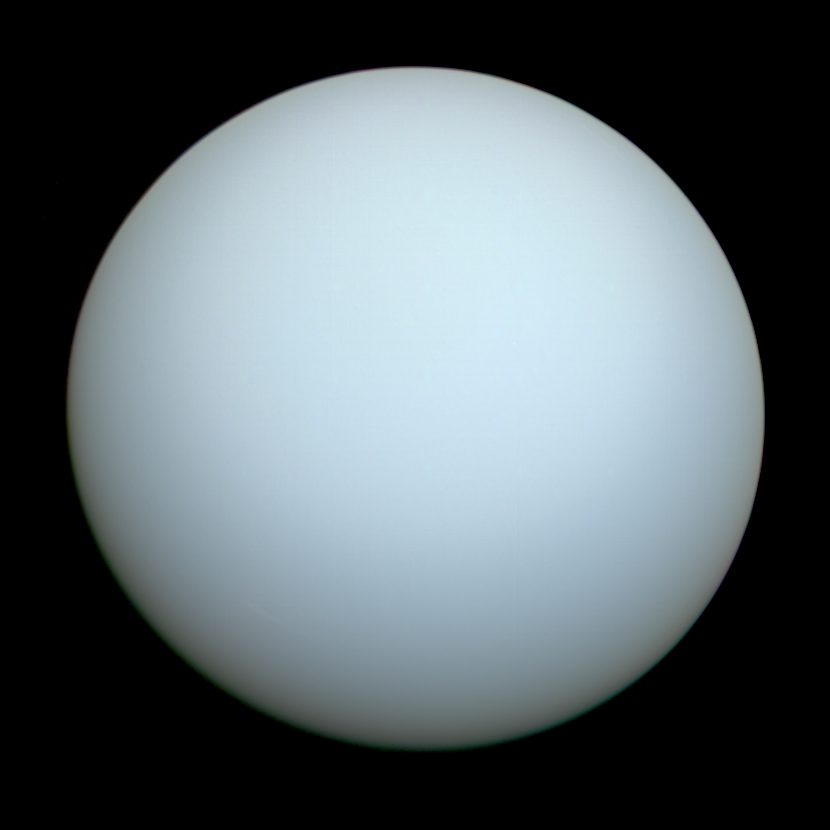
Imagen en color real de Urano tomada por la Voyager 2

La atmósfera de Urano está compuesta principalmente por hidrógeno y helio. En profundidad, está muy enriquecida en volátiles (llamados «hielos») como el agua, el amoníaco y el metano. Lo contrario ocurre en la atmósfera superior, que contiene muy pocos gases más pesados que el hidrógeno y el helio debido a su baja temperatura. La atmósfera de Urano es la más fría de todos los planetas, con una temperatura de hasta 49 K.
La atmósfera uraniana puede dividirse en cinco capas principales: la troposfera, entre altitudes de -300 y 50 km y presiones de 100 a 0,1 bar; la estratosfera, que abarca altitudes entre 50 y 4000 km y presiones de entre 0,1 y 10-10 bar; y la termosfera caliente (y exosfera) que se extiende desde una altitud de 4.056 km hasta varios radios uranianos de la superficie nominal a 1 bar de presión. A diferencia de la Tierra, la atmósfera de Urano no tiene mesosfera.
La troposfera alberga cuatro capas de nubes: nubes de metano a unos 1,2 bares, nubes de sulfuro de hidrógeno y amoníaco a 3-10 bares, nubes de hidrosulfuro de amonio a 20-40 bares y, por último, nubes de agua por debajo de 50 bares. Sólo se han observado directamente las dos capas superiores de nubes; las más profundas siguen siendo especulativas. Por encima de las nubes hay varias capas tenues de neblina fotoquímica. Las nubes troposféricas brillantes son raras en Urano, probablemente debido a la lenta convección en el interior del planeta. No obstante, las observaciones de dichas nubes se utilizaron para medir los vientos zonales del planeta, que son notablemente rápidos, con velocidades de hasta 240 m/s.
Poco se sabe de la atmósfera uraniana. Hasta la fecha, sólo una nave espacial, Voyager 2, que pasó junto al planeta en 1986, obtuvo algunos datos valiosos sobre su composición. El lanzamiento de la sonda Uranus Orbiter and Probe está previsto para 2031 y su llegada a Urano para 2044. Entre sus principales objetivos científicos figura el estudio detallado de la atmósfera de Urano.

## Observación y exploración

Atmósfera de Urano tomada durante el programa Outer Planet Atmosphere Legacy (OPAL).

Aunque no existe una superficie sólida bien definida en el interior de Urano, la parte más externa de la envoltura gaseosa de Urano (la región accesible a la teledetección) se denomina atmósfera. La capacidad de teledetección se extiende hasta aproximadamente 300 km por debajo del nivel de 1 bar, con una presión correspondiente de unos 100 bar y una temperatura de 320 K.
La historia de las observaciones de la atmósfera uraniana es larga y está llena de errores y frustraciones. Urano es un objeto relativamente débil, y su diámetro angular visible es inferior a 5″. Los primeros espectros de Urano fueron observados a través de un prisma en 1869 y 1871 por Angelo Secchi y William Huggins, que encontraron una serie de bandas oscuras anchas, que no pudieron identificar. Tampoco detectaron ninguna línea Fraunhofer solar -hecho interpretado posteriormente por Norman Lockyer como indicativo de que Urano emitía su propia luz en lugar de reflejar la luz del Sol. Sin embargo, en 1889, los astrónomos observaron líneas Fraunhofer solares en espectros ultravioletas fotográficos del planeta, demostrando de una vez por todas que Urano brillaba por luz reflejada. La naturaleza de las amplias bandas oscuras de su espectro visible permaneció desconocida hasta la cuarta década del siglo XX.
Aunque en la actualidad Urano tiene un aspecto mayoritariamente blanco, históricamente se ha demostrado que presenta rasgos ocasionales, como en marzo y abril de 1884, cuando los astrónomos Henri Joseph Perrotin, Norman Lockyer y Charles Trépied observaron una mancha brillante y alargada (presumiblemente una tormenta) que rodeaba el ecuador del planeta.

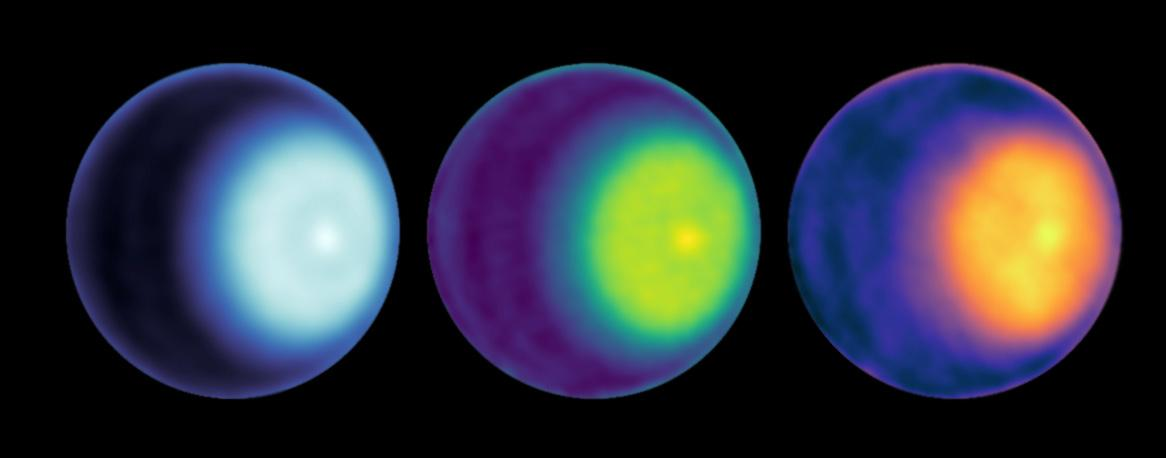
Planeta Urano - Polo Norte - Ciclón (VLA; octubre 2021)

La clave para descifrar el espectro de Urano fue hallada en los años 30 por Rupert Wildt y Vesto Slipher, quienes descubrieron que las bandas oscuras a 543, 619, 925, 865 y 890 nm pertenecían al metano gaseoso. Nunca antes se habían observado porque eran muy débiles y requerían una gran longitud de trayectoria para ser detectadas. Esto significaba que la atmósfera de Urano era transparente a una profundidad mucho mayor que la de otros planetas gigantes. En 1950, Gerard Kuiper observó otra banda oscura difusa en el espectro de Urano a 827 nm, que no logró identificar. En 1952, Gerhard Herzberg, futuro premio Nobel, demostró que esta banda estaba causada por la débil absorción cuadrupolar del hidrógeno molecular, que se convirtió así en el segundo compuesto detectado en Urano. Hasta 1986 sólo se conocían dos gases, metano e hidrógeno, en la atmósfera uraniana. La observación espectroscópica en el infrarrojo lejano a partir de 1967 mostró de forma consistente que la atmósfera de Urano estaba en equilibrio térmico aproximado con la radiación solar entrante (en otras palabras, irradiaba tanto calor como el que recibía del Sol), y no se requería ninguna fuente de calor interna para explicar las temperaturas observadas. No se habían observado rasgos discretos en Urano antes de la visita del Voyager 2 en 1986.
En enero de 1986, la nave Voyager 2 sobrevoló Urano a una distancia mínima de 107.100 km, proporcionando las primeras imágenes cercanas y espectros de su atmósfera. En general, confirmaron que la atmósfera estaba formada principalmente por hidrógeno y helio, con alrededor de un 2% de metano. La atmósfera parecía muy transparente y carecía de densas brumas estratosféricas y troposféricas. Sólo se observó un número limitado de nubes discretas.
En las décadas de 1990 y 2000, las observaciones realizadas por el telescopio espacial Hubble y por telescopios terrestres equipados con sistemas de óptica adaptativa (el telescopio Keck y la Instalación del telescopio infrarrojo de la NASA, por ejemplo) permitieron observar por primera vez desde la Tierra rasgos discretos de las nubes. Su seguimiento ha permitido a los astrónomos volver a medir la velocidad de los vientos en Urano, conocida hasta entonces sólo gracias a las observaciones del Voyager 2, y estudiar la dinámica de la atmósfera uraniana.

## Composición

Perfil de temperatura de la troposfera y la estratosfera inferior de Urania. También se indican las capas de nubes y bruma.

La composición de la atmósfera de Urano es diferente de la de Urano en su conjunto, y consiste principalmente en hidrógeno molecular y helio. La fracción molar de helio, es decir, el número de átomos de helio por molécula de hidrógeno/helio, se determinó a partir del análisis de las observaciones en el infrarrojo lejano y de radio ocultación del Voyager 2. El valor actualmente aceptado es de 0,152 ± 0,033 en la troposfera superior, lo que corresponde a una fracción de masa de 0,262 ± 0,048. Este valor es muy cercano a la fracción de masa de helio protosolar de 0,2741±0,0120, lo que indica que el helio no se ha asentado hacia el centro del planeta como ocurre en los gigantes gaseosos.
El tercer constituyente más abundante de la atmósfera uraniana es el metano (CH4), cuya presencia se conoce desde hace tiempo gracias a observaciones espectroscópicas desde tierra. El metano posee bandas de absorción prominentes en el visible y en el infrarrojo cercano, lo que hace que Urano sea de color aguamarina o cian. Por debajo de la cubierta de nubes de metano, a 1,3 bar, las moléculas de metano representan alrededor del 2,3% de la atmósfera en fracción molar, entre 10 y 30 veces más que en el Sol. La proporción de mezcla es mucho menor en la atmósfera superior debido a la temperatura extremadamente baja de la tropopausa, que reduce el nivel de saturación y hace que el exceso de metano se congele. El metano parece estar subsaturado en la troposfera superior por encima de las nubes, con una presión parcial de sólo el 30% de la presión de vapor saturado allí. La concentración de compuestos menos volátiles como el amoníaco, el agua y el sulfuro de hidrógeno en la atmósfera profunda es poco conocida. Sin embargo, al igual que ocurre con el metano, su abundancia es probablemente superior a los valores solares en un factor de al menos 20 a 30, y posiblemente en un factor de varios cientos.
El conocimiento de la composición isotópica de la atmósfera de Urano es muy limitado. Hasta la fecha, la única relación de abundancia isotópica conocida es la del deuterio respecto al hidrógeno ligero: 5,5+35-1,5×10-5, que fue medida por el Observatorio Espacial Infrarrojo (ISO) en la década de 1990. Parece ser superior al valor protosolar de (2,25 ± 0,35)×10-5 medido en Júpiter. El deuterio se encuentra casi exclusivamente en moléculas de deuteruro de hidrógeno que forma con átomos de hidrógeno normales.
La espectroscopia infrarroja, incluidas las mediciones con el telescopio espacial Spitzer (SST), y las observaciones de ocultación UV, encontraron trazas de hidrocarburos complejos en la estratosfera de Urano, que se cree que se producen a partir del metano por fotólisis inducida por la radiación UV solar. Entre ellos se encuentran el etano (C2H6), el acetileno (C2H2), el metilacetileno (CH3C2H) y el diacetileno (C2HC2H). La espectroscopia infrarroja también descubrió trazas de vapor de agua, monóxido de carbono y dióxido de carbono en la estratosfera, que probablemente proceden de una fuente externa como el polvo y los cometas.

## Estructura
La atmósfera uraniana puede dividirse en tres capas principales: la troposfera, entre -300[a] y 50 km de altitud y presiones de 100 a 0,1 bar; la estratosfera, entre 50 y 4000 km de altitud y presiones de 0,1 a 10-10 bar; y la termosfera/exosfera, desde 4000 km hasta unos pocos radios de Urano desde la superficie. No existe mesosfera.

### Tropósfera
La troposfera es la parte más baja y densa de la atmósfera y se caracteriza por una disminución de la temperatura con la altitud. La temperatura desciende desde unos 320 K en la base de la troposfera a -300 km hasta unos 53 K a 50 km. La temperatura en el frío límite superior de la troposfera (la tropopausa) varía en realidad entre 49 y 57 K en función de la latitud planetaria, alcanzándose la temperatura más baja cerca de los 25° de latitud sur. La troposfera contiene casi toda la masa de la atmósfera, y la región de la tropopausa es también responsable de la gran mayoría de las emisiones térmicas infrarrojas lejanas del planeta, determinando así su temperatura efectiva de 59,1 ± 0,3 K.
Se cree que la troposfera posee una estructura nubosa muy compleja; se supone que las nubes de agua se sitúan en el rango de presión de 50 a 300 bares, las nubes de hidrosulfuro de amonio en el rango de 20 a 40 bares, las nubes de amoníaco o sulfuro de hidrógeno entre 3 y 10 bares y, finalmente, las finas nubes de metano entre 1 y 2 bares. Aunque Voyager 2 detectó directamente nubes de metano, todas las demás capas de nubes siguen siendo especulativas. La existencia de una capa de nubes de sulfuro de hidrógeno sólo es posible si la relación entre las abundancias de azufre y nitrógeno (relación S/N) es significativamente mayor que su valor solar de 0,16. De lo contrario, todo el sulfuro de hidrógeno reaccionaría con el amoníaco, produciendo hidrosulfuro de amonio, y las nubes de amoníaco aparecerían en cambio en el rango de presión de 3-10 bar. La elevada relación S/N implica el agotamiento del amoníaco en el rango de presión de 20-40 bar, donde se forman las nubes de hidrosulfuro de amonio. Éstas pueden ser el resultado de la disolución de amoníaco en gotas de agua dentro de las nubes de agua o en el océano iónico agua-amoníaco profundo.
La ubicación exacta de las dos capas superiores de nubes es algo controvertida. Las nubes de metano fueron detectadas directamente por Voyager 2 a 1,2-1,3 bar por radio ocultación. Este resultado fue confirmado posteriormente por un análisis de las imágenes del limbo de Voyager 2. Se determinó que la parte superior de las nubes más profundas de amoníaco/sulfuro de hidrógeno estaba a 3 bar basándose en los datos espectroscópicos en los rangos espectrales visible y cercano a infrarrojo (0,5-1 μm). Sin embargo, un análisis reciente de los datos espectroscópicos en el rango de longitud de onda 1-2,3 μm situó la parte superior de las nubes de metano a 2 bar y la parte superior de las nubes inferiores a 6 bar. Esta contradicción podría resolverse cuando se disponga de nuevos datos sobre la absorción de metano en la atmósfera de Urano. La profundidad óptica de las dos capas de nubes superiores varía con la latitud: ambas se vuelven más delgadas en los polos en comparación con el ecuador, aunque en 2007 la profundidad óptica de la capa de nubes de metano tuvo un máximo local a 45°S, donde se encuentra el collar polar sur (véase más abajo).
La troposfera es muy dinámica, presenta fuertes vientos zonales, nubes brillantes de metano, manchas oscuras y cambios estacionales notables. (véase más abajo)

### Estratosfera

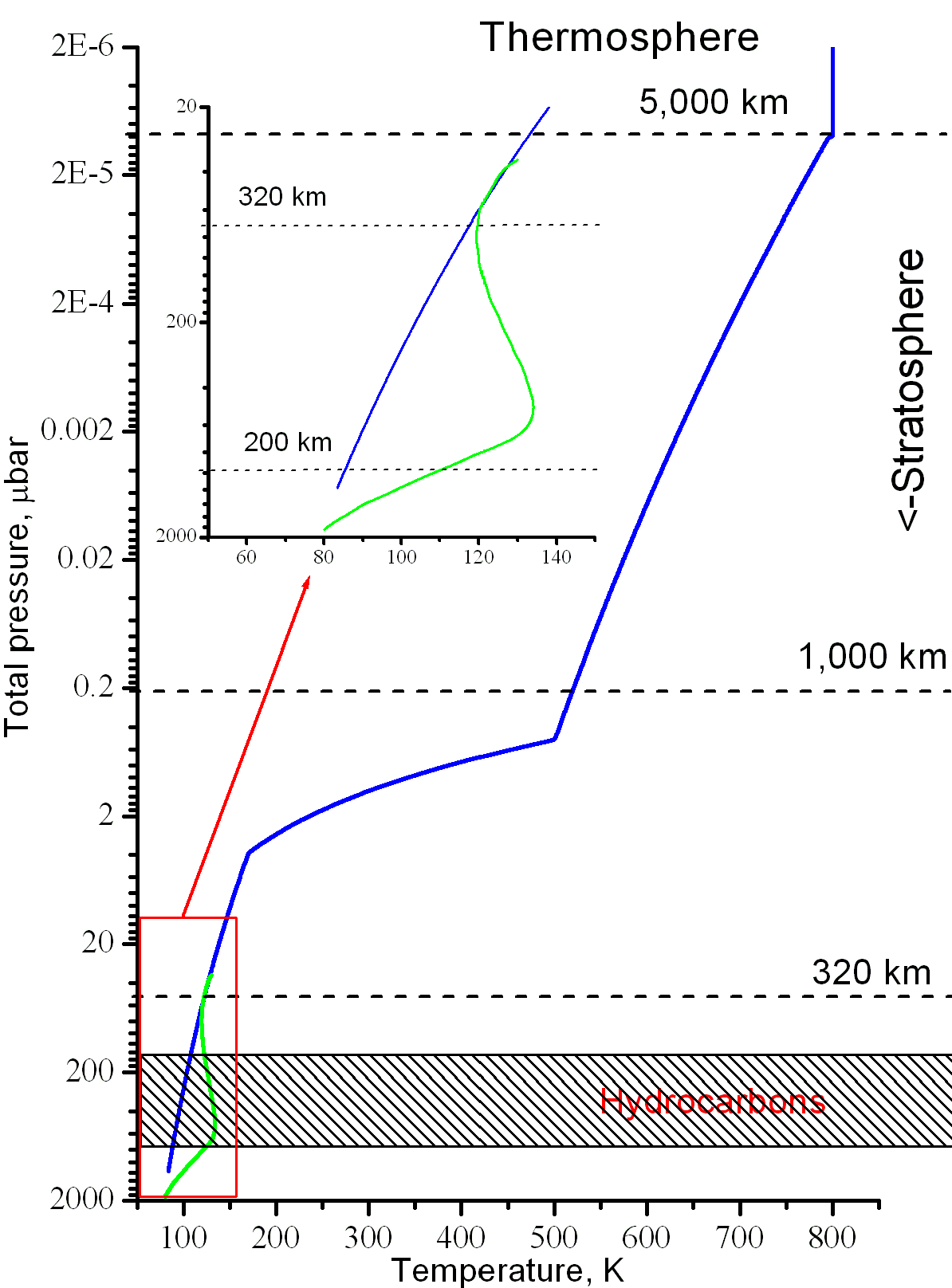
Perfiles de temperatura en la estratosfera y la termosfera de Urano. La zona sombreada es donde se concentran los hidrocarburos.

La estratosfera es la capa media de la atmósfera uraniana, en la que la temperatura aumenta generalmente con la altitud, desde 53 K en la tropopausa hasta entre 800 y 850 K en la termosfera de base. El calentamiento de la estratosfera se debe a la conducción descendente de calor desde la termosfera caliente, así como a la absorción de la radiación UV e IR solar por el metano y los hidrocarburos complejos formados como resultado de la fotólisis del metano. El metano entra en la estratosfera a través de la fría tropopausa, donde su proporción de mezcla en relación con el hidrógeno molecular es de aproximadamente 3 × 10-5, tres veces por debajo de la saturación. Disminuye aún más hasta aproximadamente 10-7 a la altitud correspondiente a la presión de 0,1 mbar.
Los hidrocarburos más pesados que el metano están presentes en una capa relativamente estrecha entre 160 y 320 km de altitud, correspondiente al rango de presión de 10 a 0,1 mbar y temperaturas de 100 a 130 K. Los hidrocarburos estratosféricos más abundantes después del metano son el acetileno y el etano, con proporciones de mezcla de alrededor de 10-7. Los hidrocarburos más pesados como el metilacetileno y el diacetileno tienen proporciones de mezcla de alrededor de 10-10, tres órdenes de magnitud más bajas. [La temperatura y las proporciones de mezcla de hidrocarburos en la estratosfera varían con el tiempo y la latitud. Los hidrocarburos complejos son responsables del enfriamiento de la estratosfera, especialmente el acetileno, que tiene una fuerte línea de emisión en la longitud de onda de 13,7 μm.
Además de hidrocarburos, la estratosfera contiene monóxido de carbono, así como trazas de vapor de agua y dióxido de carbono. La proporción de mezcla del monóxido de carbono -3 × 10-8- es muy similar a la de los hidrocarburos, mientras que las proporciones de mezcla del dióxido de carbono y el agua son de aproximadamente 10-11 y 8×10-9, respectivamente. Estos tres compuestos se distribuyen de forma relativamente homogénea en la estratosfera y no están confinados en una capa estrecha como los hidrocarburos.
El etano, el acetileno y el diacetileno se condensan en la parte inferior más fría de la estratosfera formando capas de neblina con una profundidad óptica de aproximadamente 0,01 en luz visible. La condensación se produce a aproximadamente 14, 2,5 y 0,1 mbar para el etano, el acetileno y el diacetileno, respectivamente. La concentración de hidrocarburos en la estratosfera uraniana es significativamente menor que en las estratosferas de los demás planetas gigantes: la atmósfera superior de Urano es muy limpia y transparente por encima de las capas de neblina. Este agotamiento se debe a una mezcla vertical débil, y hace que la estratosfera de Urano sea menos opaca y, como resultado, más fría que las de otros planetas gigantes. Las brumas, al igual que sus hidrocarburos de origen, se distribuyen de forma desigual por Urano; en el solsticio de 1986, cuando el Voyager 2 pasó por el planeta, se concentraban cerca del polo iluminado por el sol, haciéndolo oscuro a la luz ultravioleta.

### Termosfera e ionosfera
La capa más externa de la atmósfera uraniana, que se extiende a lo largo de miles de kilómetros, es la termosfera/exosfera, que tiene una temperatura uniforme de unos 800 a 850 K. Esta temperatura es mucho más alta que, por ejemplo, los 420 K observados en la termosfera de Saturno. No se conocen las fuentes de calor necesarias para mantener temperaturas tan altas, ya que ni la radiación solar FUV/EUV ni la actividad auroral pueden proporcionar la energía necesaria. La débil eficiencia de enfriamiento debida al agotamiento de los hidrocarburos en la estratosfera puede contribuir a este fenómeno. Además de hidrógeno molecular, la termosfera contiene una gran proporción de átomos de hidrógeno libre, mientras que se cree que el helio está ausente aquí, porque se separa difusamente a altitudes más bajas.
La termosfera y la parte superior de la estratosfera contienen una gran concentración de iones y electrones, formando la ionosfera de Urano. Las observaciones de radio ocultación realizadas por la nave espacial Voyager 2 mostraron que la ionosfera se encuentra entre los 1.000 y los 10.000 km de altitud y puede incluir varias capas estrechas y densas entre los 1.000 y los 3.500 km.  La densidad de electrones en la ionosfera uraniana es de una media de 104 cm-3, alcanzando hasta 105 cm-3 en las capas estrechas de la estratosfera. La ionosfera se sustenta principalmente en la radiación UV solar y su densidad depende de la actividad solar. La actividad auroral en Urano no es tan potente como en Júpiter y Saturno y contribuye poco a la ionización. La alta densidad de electrones puede deberse en parte a la baja concentración de hidrocarburos en la estratosfera.
Una de las fuentes de información sobre la ionosfera y la termosfera procede de las mediciones terrestres de las intensas emisiones en el infrarrojo medio (3-4 μm) del catión trihidrógeno (H3+). La potencia total emitida es de 1-2 × 1011 W, un orden de magnitud superior a la de las emisiones cuadrupolares de hidrógeno en el infrarrojo cercano. El catión trihidrógeno funciona como uno de los principales refrigerantes de la ionosfera.
La atmósfera superior de Urano es la fuente de las emisiones en el ultravioleta lejano (90-140 nm) conocidas como dayglow o electroglow, que, al igual que la radiación IR H3+, emana exclusivamente de la parte iluminada por el sol del planeta. Este fenómeno, que se produce en las termosferas de todos los planetas gigantes y fue misterioso durante un tiempo tras su descubrimiento, se interpreta como una fluorescencia ultravioleta del hidrógeno atómico y molecular excitado por la radiación solar o por fotoelectrones.

#### Corona de hidrógeno
La parte superior de la termosfera, donde el camino libre medio de las moléculas supera la altura de la escala, se denomina exosfera. El límite inferior de la exosfera de Urano, la exobase, se encuentra a una altura de unos 6.500 km, o 1/4 del radio planetario, por encima de la superficie. La exosfera es inusualmente extensa, llegando hasta varios radios uranianos del planeta. Está formada principalmente por átomos de hidrógeno y a menudo se denomina corona de hidrógeno de Urano. La alta temperatura y la presión relativamente alta en la base de la termosfera explican en parte por qué la exosfera de Urano es tan vasta.  La densidad numérica del hidrógeno atómico en la corona desciende lentamente con la distancia al planeta, permaneciendo tan alta como unos pocos cientos de átomos por cm3 a unos pocos radios de Urano. Los efectos de esta exosfera hinchada incluyen un arrastre sobre pequeñas partículas que orbitan Urano, causando un agotamiento general del polvo en los anillos uranianos. Este polvo, a su vez, contamina la atmósfera superior del planeta.

## Dinámica

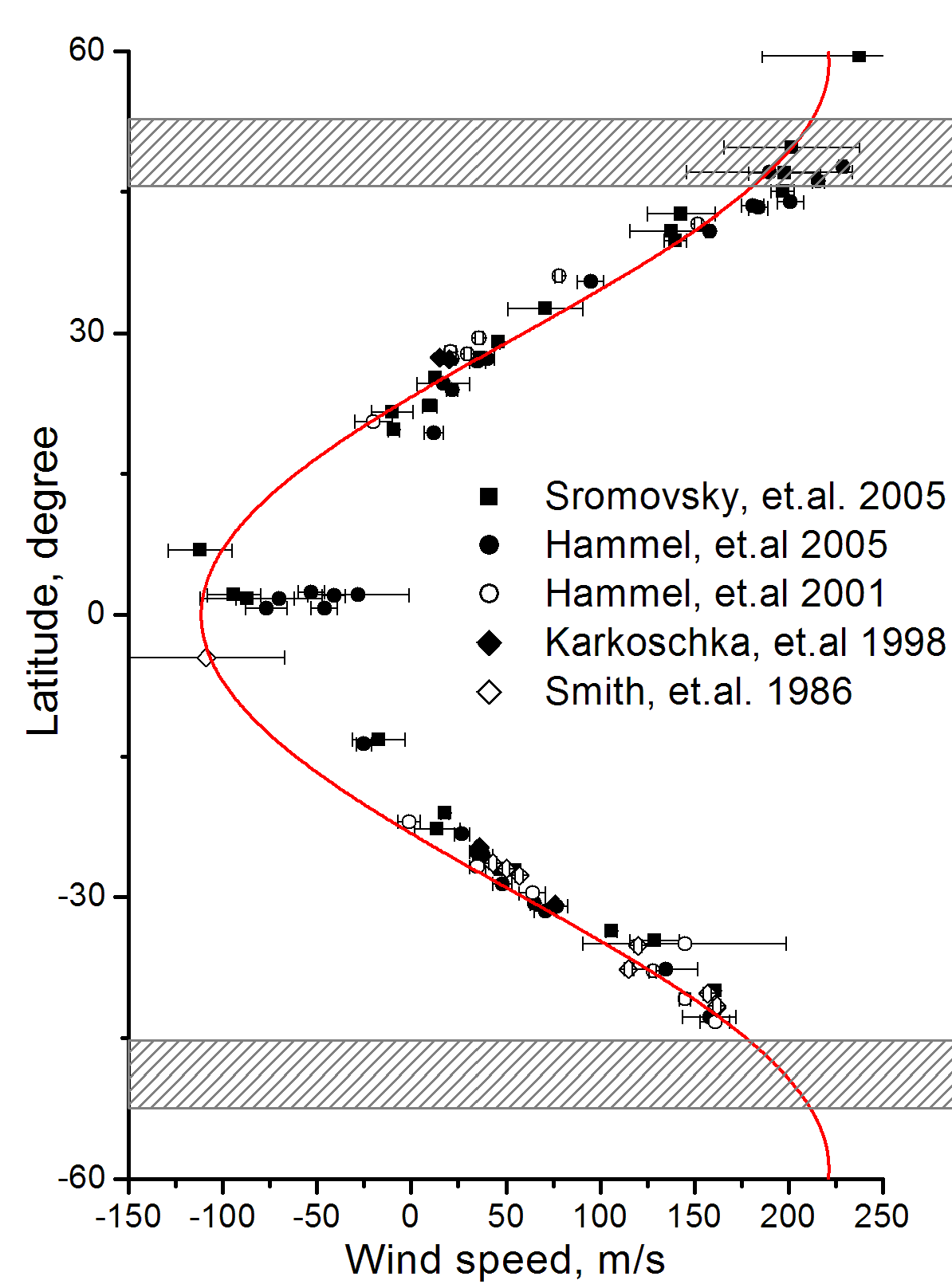
Velocidades zonales del viento en Urano. Las zonas sombreadas muestran el collar meridional y su futuro homólogo septentrional. La curva roja es un ajuste simétrico de los datos.

Urano tiene un aspecto relativamente anodino, carente de bandas anchas de colores y de las grandes nubes que predominan en Júpiter y Saturno. Sólo una vez se observaron rasgos discretos en la atmósfera de Urano antes de 1986. Los rasgos más conspicuos de Urano observados por el Voyager 2 fueron la oscura región de baja latitud entre -40° y -20° y el brillante casquete polar sur. El límite norte del casquete estaba situado a unos -45° de latitud. La banda zonal más brillante se situaba cerca del borde del casquete, entre -50° y -45°, y se denominó entonces collar polar. El casquete polar sur, que existía en el momento del solsticio de 1986, se desvaneció en la década de 1990. Tras el equinoccio de 2007, el collar polar sur también empezó a desvanecerse, mientras que el collar polar norte, situado entre los 45° y los 50° de latitud (que apareció por primera vez en 2007), se ha hecho más llamativo desde entonces.
La atmósfera de Urano es tranquila en comparación con las de otros planetas gigantes. Sólo se ha observado un número limitado de pequeñas nubes brillantes en latitudes medias de ambos hemisferios y una mancha oscura de Urano desde 1986. Una de esas nubes brillantes, situada a -34° de latitud y llamada Berg, probablemente ha existido de forma continua al menos desde 1986. Sin embargo, la atmósfera uraniana tiene vientos zonales bastante fuertes que soplan en dirección retrógrada (contraria a la rotación) cerca del ecuador, pero que cambian a dirección retrógrada hacia el polo a ±20° de latitud.  Las velocidades del viento oscilan entre -50 y -100 m/s en el ecuador, aumentando hasta 240 m/s cerca de los 50° de latitud. El perfil del viento medido antes del equinoccio de 2007 era ligeramente asimétrico, con vientos más fuertes en el hemisferio sur, aunque resultó ser un efecto estacional, ya que este hemisferio estaba continuamente iluminado por el Sol antes de 2007. Después de 2007, los vientos del hemisferio norte se aceleraron, mientras que los del sur se ralentizaron.
Urano presenta una considerable variación estacional a lo largo de su órbita de 84 años. Por lo general, es más brillante cerca de los solsticios y más oscuro en los equinoccios. Las variaciones se deben en gran medida a cambios en la geometría de observación: una región polar brillante aparece cerca de los solsticios, mientras que el ecuador oscuro es visible cerca de los equinoccios. Aun así, existen algunas variaciones intrínsecas de la reflectividad de la atmósfera: casquetes polares que se desvanecen y aclaran periódicamente, así como cuellos polares que aparecen y desaparecen.